# Henri Weber

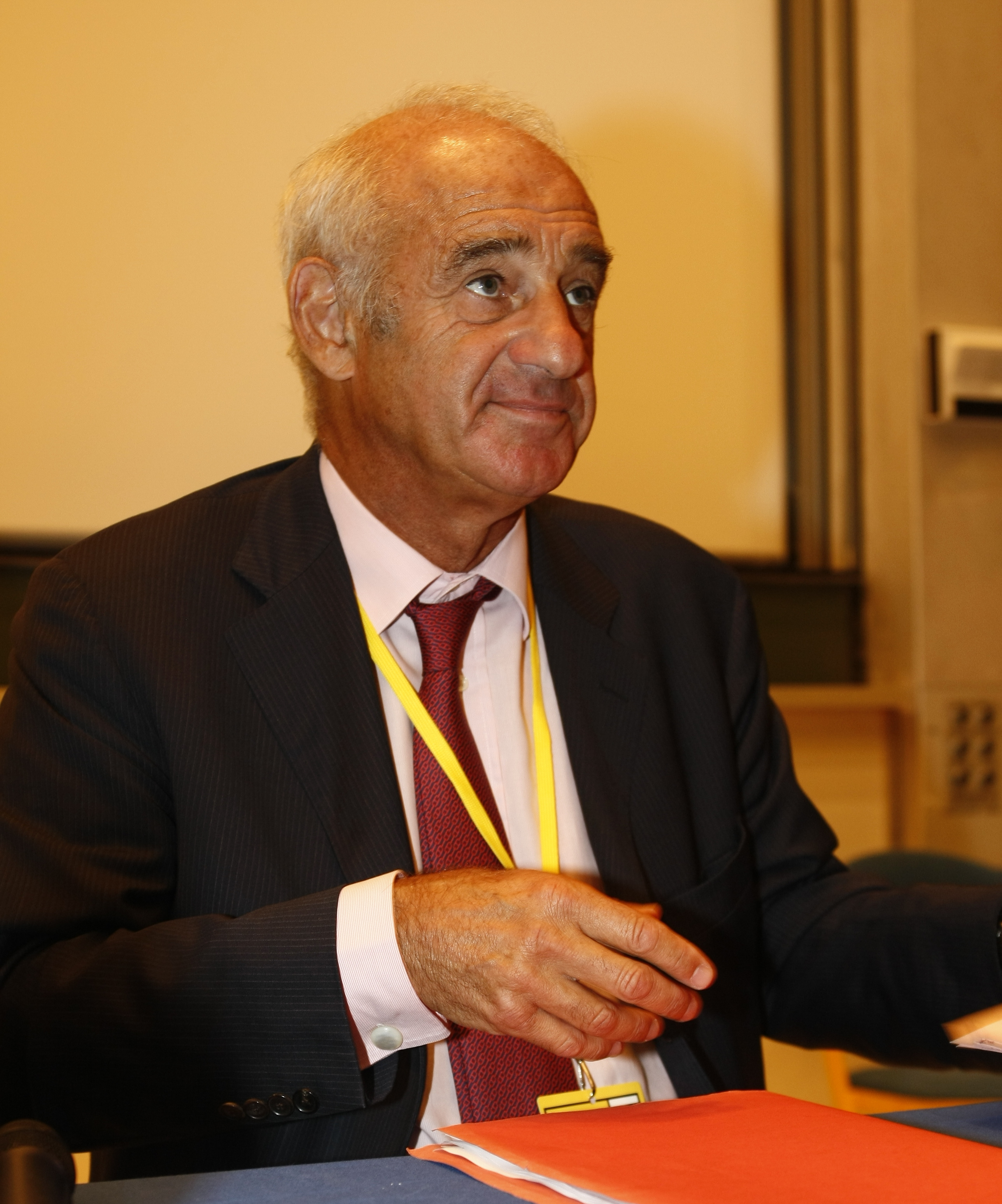
Henri Weber (2008)

Henri Weber (* 23. Juni 1944 in Leninabad, heute Chudschand, Tadschikistan; † 26. April 2020 in Avignon) war ein französischer Politiker der Parti socialiste. Er war von 1995 bis 2004 französischer Senator sowie von 2004 bis 2014 Mitglied des Europäischen Parlaments.

## Leben
Webers Eltern waren Juden aus dem polnischen Chrzanów, der Vater war Uhrmacher, die Mutter Textilarbeiterin. Sie waren vor dem Einmarsch der Deutschen in die Sowjetunion geflohen und wurden dort in ein Arbeitslager in Tadschikistan deportiert. 1945 emigrierte die Familie nach Frankreich. In seiner Jugend gehörte er dem sozialistisch-zionistischen Hashomer Hatzair an.
Er studierte Philosophie und Politikwissenschaften an der Pariser Sorbonne. In dieser Zeit engagierte er sich bei der Union des étudiants communistes, Studentenverband der Parti communiste français (PCF). Aus dieser wurde er aber 1965 ausgeschlossen und gründete anschließend gemeinsam mit Alain Krivine die trotzkistische Jeunesse communiste révolutionnaire. Er gehörte zu den Aktivisten vom Mai 1968 in Paris und zur trotzkistischen Ligue communiste révolutionnaire (LCR). Von 1968 bis 1976 war er Chefredakteur von Rouge, der Zeitschrift der LCR. Von 1969 bis 1988 lehrte er politische Philosophie an der Universität Paris VIII (Vincennes). Er promovierte 1973 an der Université Paris 1 Panthéon-Sorbonne bei Maurice de Gandillac mit einer Arbeit über „Marxismus und Klassenbewusstsein“, die mit dem Prädikat très honorable bewertet wurde.
1981 zog er sich vorübergehend aus der Politik zurück, bevor er 1986 der Parti socialiste beitrat. Dort gehörte er zum Kreis um Laurent Fabius, der 1988 Präsident der Nationalversammlung wurde und Weber als technischen Berater in seinen Stab berief. Von 1989 bis 1995 war Weber stellvertretender Bürgermeister von Saint-Denis, einem Vorort von Paris. Zu den Parlamentswahlen 1988 und 1993 trat er ohne Erfolg an. Als Sonderbeauftragter war er für die Minister für Beziehungen zum Parlament, Martin Malvy und Louis Mermaz, tätig. Parallel arbeitete er ab 1992 im Stab von Laurent Fabius, der inzwischen Erster Sekretär der PS war.
Von 1993 bis 2008 gehörte er den Leitungsgremien der Partei (bureau national und secrétariat national) an, wo er für Bildung, Kultur und Medien zuständig war. Von 1995 bis 2004 war Weber Mitglied des französischen Senats, wo er das Département Seine-Maritime vertrat. Er leitete von 1995 bis 2005 die „Sommeruniversität“ der PS in La Rochelle sowie von 1997 bis 2005 die Parteizeitung La Revue socialiste. Von 2004 bis 2014 gehörte er dem Europäischen Parlament an. Zudem war Weber von 2008 bis 2012 beigeordneter Sekretär der PS für Fragen der Globalisierung. Unter dem Ersten Sekretär Jean-Christophe Cambadélis war er seit 2014 Direktor für europäische Studien der Partei.
Henri Weber war mit der Filmproduzentin Fabienne Servan-Schreiber, einer Tochter des Journalisten und gaullistischen Politikers Jean-Claude Servan-Schreiber, verheiratet. Sie haben drei Kinder.
Am 26. April 2020 starb Weber im Alter von 75 Jahren während der COVID-19-Pandemie in Frankreich an den Folgen einer SARS-CoV-2-Infektion.

## EU-Parlamentarier
Weber gehörte im Europaparlament der Sozialdemokratischen Fraktion bzw. ab 2009 der Progressiven Allianz der Sozialdemokraten an. Er war von 2007 bis 2012 stellvertretender Vorsitzender der Delegation für die Beziehungen zur Volksrepublik China. Zudem gehörte er 2004–2009 dem Ausschuss für Kultur und Bildung, 2009–2012 dem Ausschuss für Industrie, Forschung und Energie sowie 2012–2014 dem Ausschuss für internationalen Handel an. Er war 2004–2007 Delegierter im Parlamentarischen Kooperationsausschuss EU-Russland und 2012–2014 in der Paritätischen Parlamentarischen Versammlung AKP-EU.